# Angra dos Reis
Pour les articles homonymes, voir Angra et Dos Reis.
Angra dos Reis est une ville brésilienne de l'ouest de l'État de Rio de Janeiro. Elle est située à une altitude de 6 mètres et comprend sur son territoire de nombreuses îles au large, la plus grande étant l'Ilha Grande. En 2020, sa population était estimée à 207 044 habitants selon les données de l'Institut brésilien de géographie et de statistiques (IBGE).

## Histoire
Le site a été découvert le 6 janvier 1502, jour de l'Épiphanie, d'où son nom traduit en français de « baie des Rois ». Il n'a cependant été colonisé qu'à partir de 1556. La ville est tombée en déclin après 1872 avec l'avènement des chemins de fer. Elle reprit de l'importance dans les années 1920 lorsqu'une extension ferroviaire la relia aux États de Minas Gerais et de Goiás, en tant que terminus pour le transport de la production agricole à partir de ces deux mêmes États. L'extension ferroviaire, au gabarit métrique, existe toujours et est actuellement exploitée par la société Ferrovia Centro-Atlântica.
De nos jours, en raison de ses belles plages et des régions voisines, l'endroit est devenu un point focal pour le tourisme - non seulement à l'échelle de l'État, mais aussi à l'échelle nationale. Dans la municipalité se trouvent plus de trois cents îles, dont beaucoup appartiennent à des célébrités nationales et internationales, la plus grande étant appelée Ilha Grande (« grande île »). Le chirurgien plasticien et philanthrope brésilien Ivo Pitanguy était un résident renommé.
La majeure partie de l'endroit est couverte de collines, et son relief vallonné a contribué à générer les glissements de terrain survenus au début de l'année 2010, lorsque de nombreuses maisons et hôtels ont été gravement endommagés ou détruits, principalement sur Ilha Grande.

## Géographie
Angra dos Reis se situe par une latitude de 23° 00′ 25″ sud et par une longitude de 44° 19′ 04″ ouest à une altitude de 475 m. La ville se situe à 151 km de Rio de Janeiro. La municipalité est située sur la costa verde (« côte verte ») et comprend 365 îles. Sa population était de 149 395 habitants au recensement de 2007. La municipalité s'étend sur 800 km2. Elle est le principal centre urbain de la microrégion de la Baie d'Ilha Grande, dans la mésoregion du Sud Fluminense.

### Climat
Selon les données de l'Institut National de Météorologie (INMET), se référant à la période de 1961 à 1983, de 1986 à 1992 et à partir de 1998, la température minimale absolue enregistrée à Angra dos Reis était de 9,4 °C le 12 août 1988, et le maximum absolu de 39,3 °C le 12 février 1966. Les précipitations accumulées les plus élevées en 24 heures était de 195,3 millimètres (mm) le 3 janvier 2013. Les autres cumuls égaux ou supérieurs à 150 mm étaient de 191,4 mm le 22 décembre 1965, 183,5 mm le 27 janvier 1992, 164, 5 mm le 17 mars 1968, 164 mm le 19 février 1967, 151,2 mm le 5 avril 1987 et 150 mm le 2 février 1998. Janvier 2013, avec 831,6 mm, a été le mois où les précipitations ont été les plus élevées.

## Lieu
Angra dos Reis a une superficie de 816,3 km2. Les municipalités voisines sont Paraty, Rio Claro et Mangaratiba dans l'État de Rio de Janeiro, et Bananal et São José do Barreiro dans l'État de São Paulo. La ville comprend les 12 072 hectares du parc d'État d'Ilha Grande (Parque Estadual da Ilha Grande), créé en 1971 sur l'Ilha Grande au large de la côte sud. Il contient la réserve biologique de Praia do Sul (Reserva Biológica Estadual da Praia do Sul) faisant 3 502 hectares, une unité de conservation strictement protégée et créée en 1981 sur l'Ilha Grande. Il contient également la réserve de développement durable d'Aventureiro (Reserva de Desenvolvimento Sustentável do Aventureiro) de 1 312 hectares, qui était anciennement le parc national marin d'Aventureiro, également sur l'Ilha Grande. La ville contient aussi une partie de la station écologique de Tamoios (Estação Ecológica dos Tamoios). Les unités de conservation sont contenues dans la zone de protection de l'environnement de Tamoios (Área de Proteção Ambiental de Tamoios) de 12 400 hectares créée en 1982.

## Économie et tourisme
Les activités économiques de la ville sont le commerce, la pêche, l'industrie, les services et le tourisme. De la ville on peut accéder en bateau à l'Ilha Grande, un des plus importants sites touristiques de la région. Le port possède un terminal pétrolier ainsi que des installations de construction navale. L'unique centrale nucléaire du Brésil, la centrale Amiral Alvaro Alberto, est installée à Angra dos Reis. Elles emploient 3 000 personnes et génèrent 10 000 autres emplois indirects dans l'État de Rio de Janeiro. Le tourisme est très développé avec d'innombrables plages, îles et eaux cristallines parfaites pour la baignade ou la plongée sous-marine. La centrale nucléaire réchauffe également les eaux de la zone avec leurs rejets thermiques formant une sorte de pollution thermique.
Il y a un petit élevage de bétail, avec environ 4 200 animaux. Les principaux produits agricoles cultivés sont les suivants :
- Bananes : 1 460 hectares / 3 600 tonnes
- Noix de coco : 10 hectares / 130 000 fruits
- Oranges : 4 hectares / 25 tonnes
- Cœurs de palmier : 50 hectares / 75 tonnes
- Canne à sucre : 20 hectares / 390 tonnes

## Culturel
surtout connue pour ses îles et sa beauté naturelle, Angra dos Reis possède un riche patrimoine, avec de nombreux bâtiments classés par l'IPHAN. Son complexe architectural est composé de grandes demeures coloniales, telles que la Casa de Cultura Poeta Brasil dos Reis et d'édifices religieux, tels que l'église de Santa Luzia et l'église principale de Nossa Senhora da Conceição, ainsi que les ruines du couvent de São Bernardino de Sena et du couvent de Carmo de Angra dos Reis. Dans l'église de Nossa Senhora da Lapa, construite en 1752, se trouve un musée d'art sacré avec une riche collection.

## Lieux et monuments

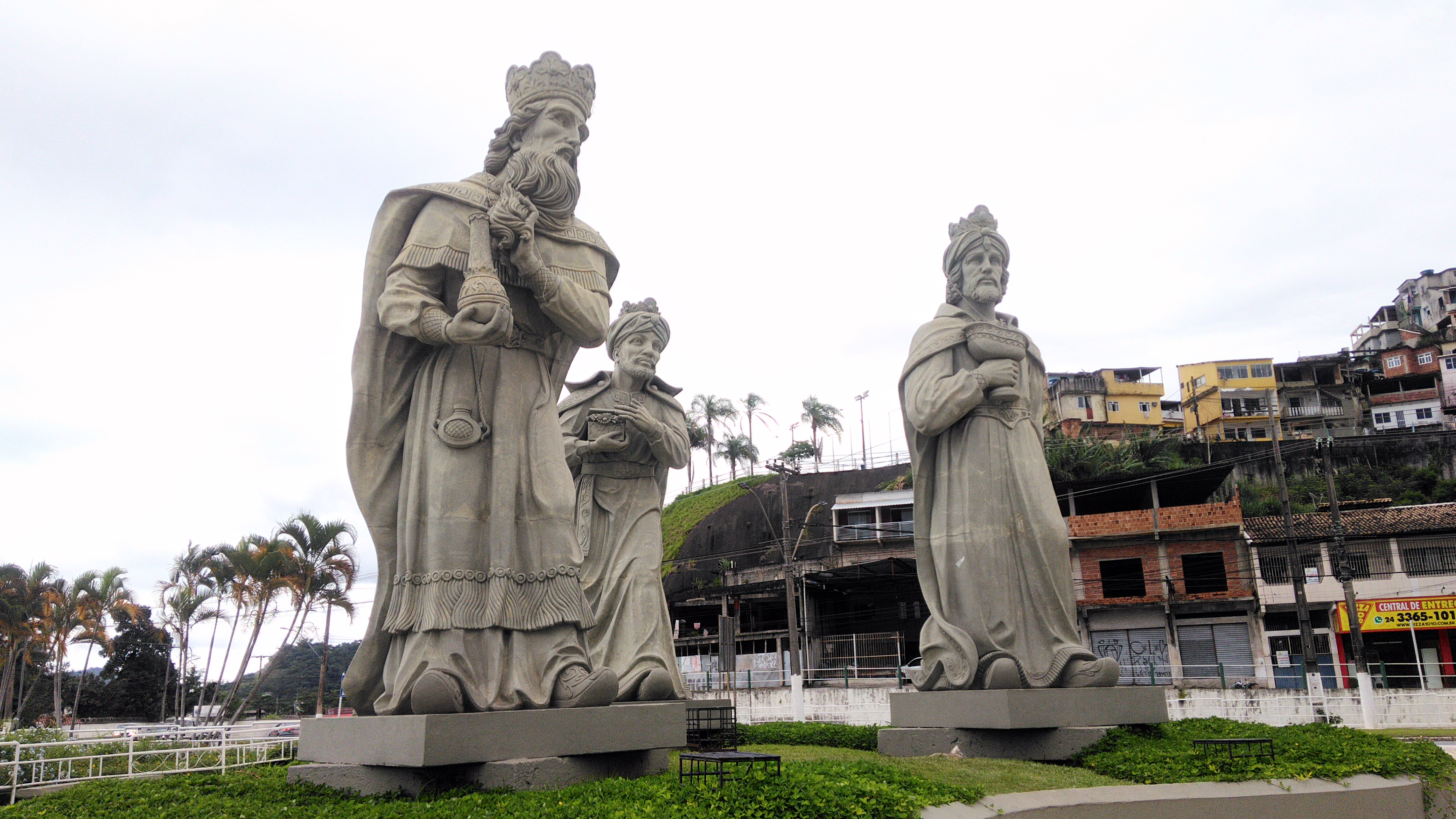
Des immenses statues représentant les Rois mages à Praia do Anil
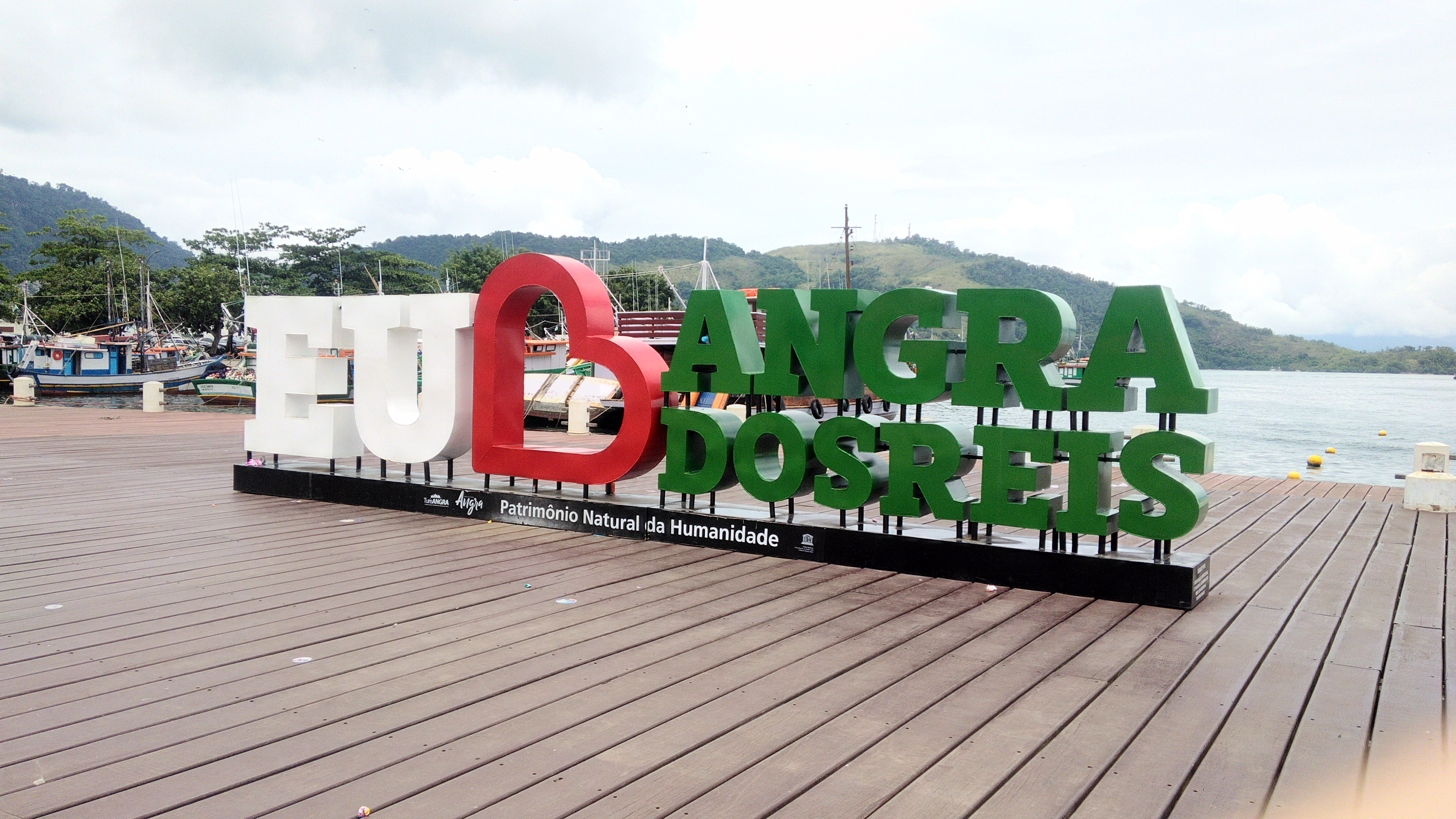
Une structure logo avec écrit « Eu amo Angra dos Reis » (« J'adore Angra dos Reis »)
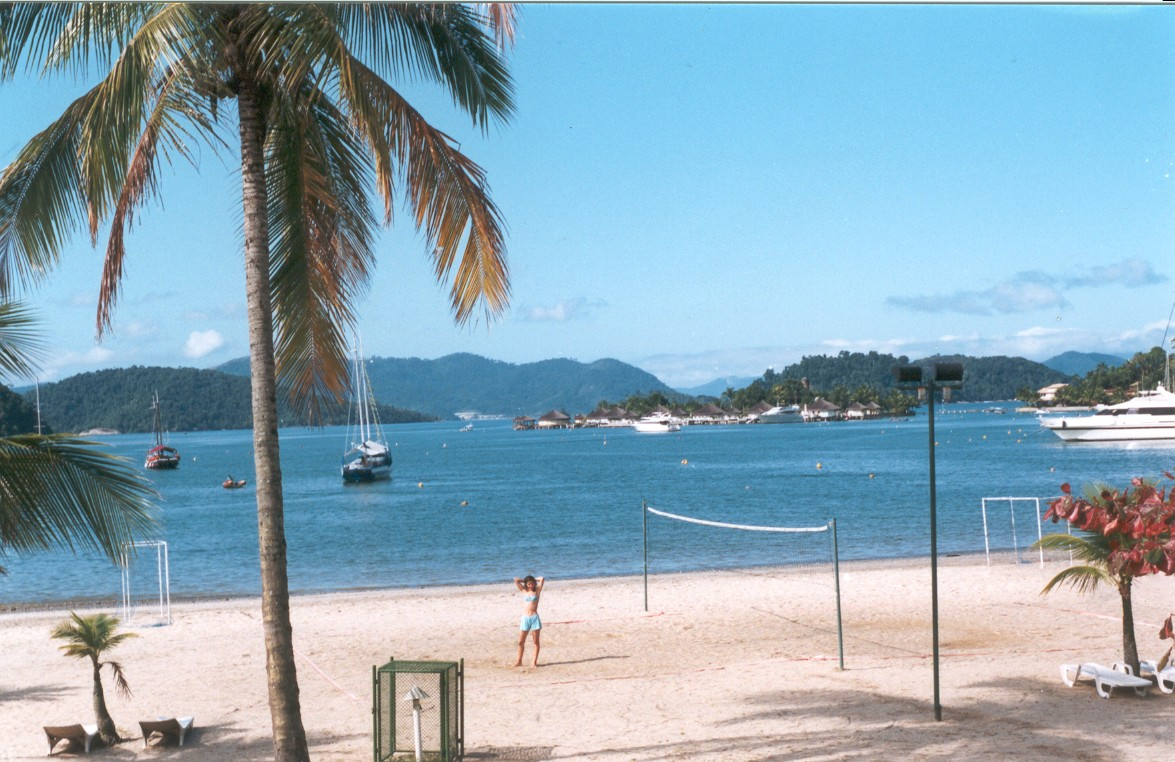
La Praia Grande Beache à Angra dos Reis
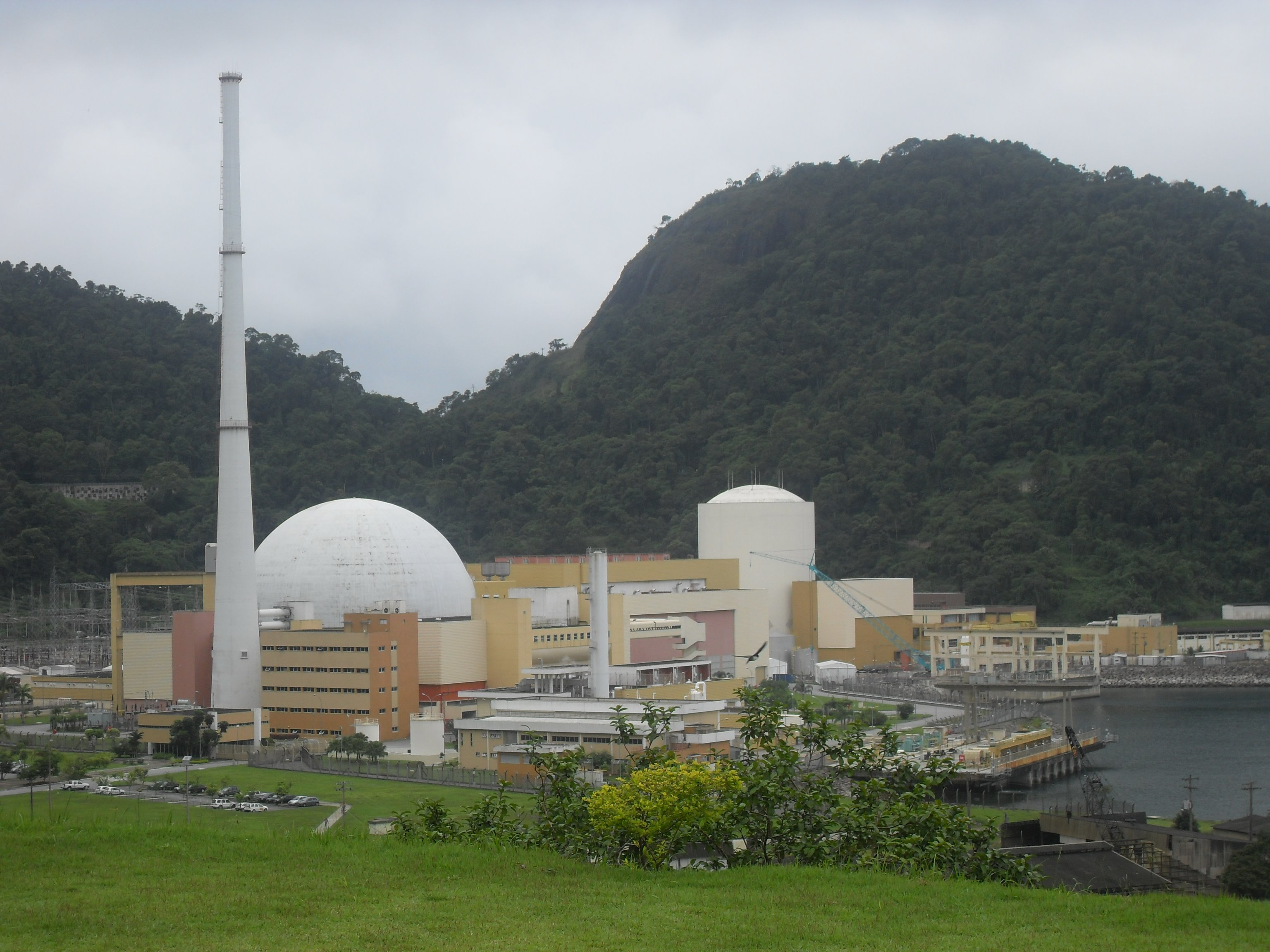
La centrale Amiral Alvaro Alberto, la seule du Brésil
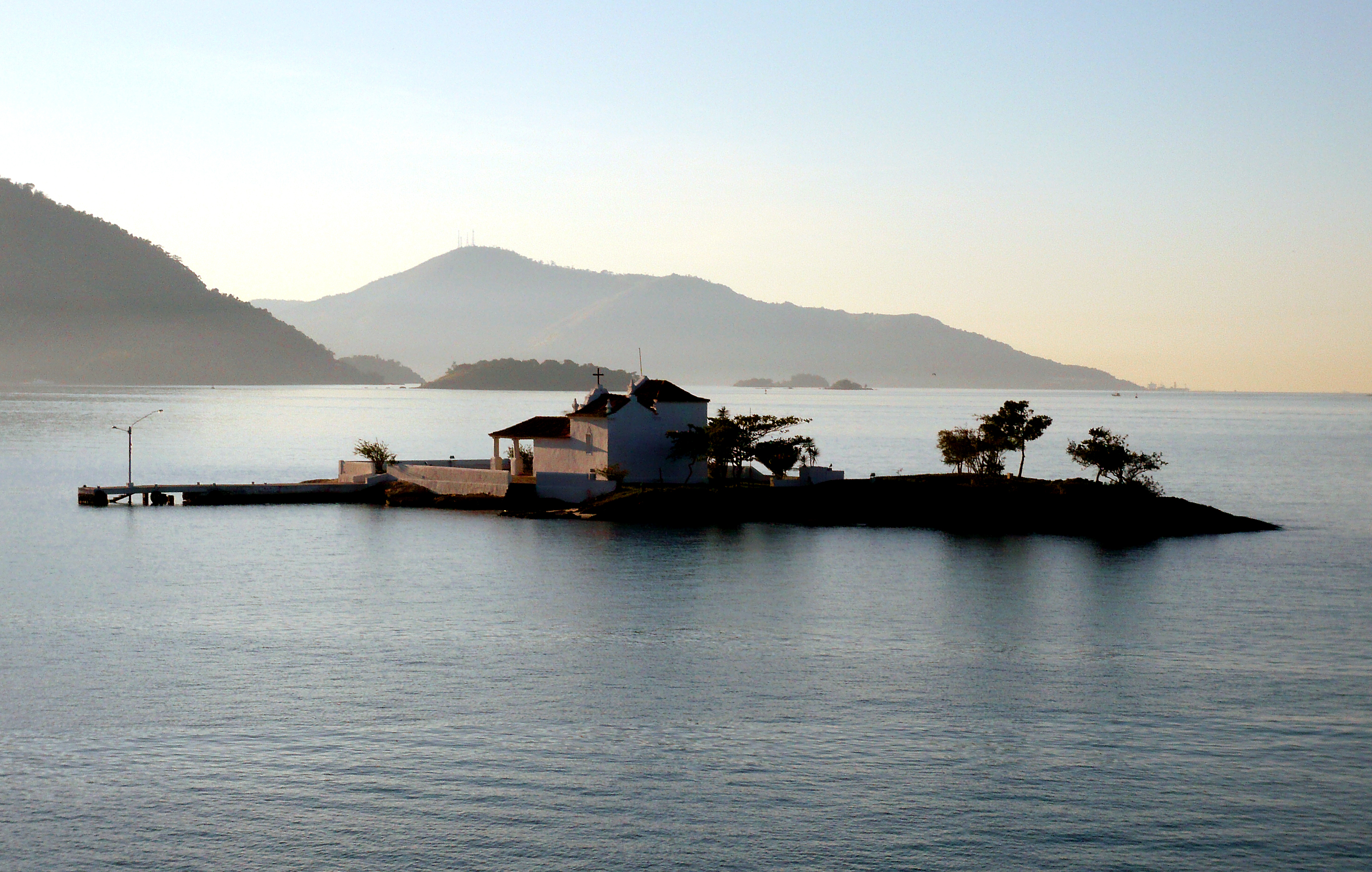
La chapelle Nosso Sehnor do Bomfin

## Signification du nom
Gaspar de Lemos, explorateur et commandant de la flotte navale portugaise débarqua à Ilha Grande le 6 janvier 1502, jour de l'Épiphanie. En conséquence, l'endroit a été nommé « Angra dos Reis », ce qui signifie « baie des Rois ».

## Transport
La ville est desservie par l'aéroport d'Angra dos Reis (Aeroporto de Angra dos Reis).